# Low Impact Aerobic
 (mai 2023).
Si vous disposez d'ouvrages ou d'articles de référence ou si vous connaissez des sites web de qualité traitant du thème abordé ici, merci de compléter l'article en donnant les références utiles à sa vérifiabilité et en les liant à la section « Notes et références ».
 (mai 2023).
La mise en forme du texte ne suit pas les recommandations de Wikipédia : il faut le « wikifier ».
Les points d'amélioration suivants sont les cas les plus fréquents :
- Les titres sont pré-formatés par le logiciel. Ils ne sont ni en capitales, ni en gras.
- Le texte ne doit pas être écrit en capitales (les noms de famille non plus), ni en gras, ni en italique, ni en « petit »…
- Le gras n'est utilisé que pour surligner le titre de l'article dans l'introduction, une seule fois.
- L'italique est rarement utilisé : mots en langue étrangère, titres d'œuvres, noms de bateaux, etc.
- Les citations ne sont pas en italique mais en corps de texte normal. Elles sont entourées par des guillemets français : « et ».
- Les listes à puces sont à éviter, des paragraphes rédigés étant largement préférés. Les tableaux sont à réserver à la présentation de données structurées (résultats, etc.).
- Les appels de note de bas de page (petits chiffres en exposant, introduits par l'outil «  Source ») sont à placer entre la fin de phrase et le point final[comme ça].
- Les liens internes (vers d'autres articles de Wikipédia) sont à choisir avec parcimonie. Créez des liens vers des articles approfondissant le sujet. Les termes génériques sans rapport avec le sujet sont à éviter, ainsi que les répétitions de liens vers un même terme.
- Les liens externes sont à placer uniquement dans une section « Liens externes », à la fin de l'article. Ces liens sont à choisir avec parcimonie suivant les règles définies. Si un lien sert de source à l'article, son insertion dans le texte est à faire par les notes de bas de page.
- La présentation des références doit suivre les conventions bibliographiques. Il est recommandé d'utiliser les modèles {{Ouvrage}}, {{Chapitre}}, {{Article}}, {{Lien web}} et/ou {{Bibliographie}}. Le mode d'édition visuel peut mettre en forme automatiquement les références.
- Insérer une infobox (cadre d'informations à droite) n'est pas obligatoire pour parachever la mise en page.

Pour une aide détaillée, merci de consulter Aide:Wikification.
Si vous pensez que ces points ont été résolus, vous pouvez retirer ce bandeau et améliorer la mise en forme d'un autre article.
Le Low Impact Aerobic (LIA) est une discipline sportive issue du fitness. Elle est née dans les années 1960 aux États-Unis, grâce à Kenneth H. Cooper (en) qui s'intéressait grandement aux avantages et aux effets de l'aérobic. Le LIA fait donc partie intégrante du fitness. Il permet de pratiquer une activité physique sans pour autant traumatiser les articulations et les muscles avec des mouvements de danses chorégraphiés. 

## Définition élargie
Le LIA est une pratique sportive dérivée du step. Cette discipline consiste à travailler son aérobie tout en faisant des mouvements dansés et des exercices de step sans step. C'est une discipline cardio dont le but est de brûler des calories et de se défouler. De plus, la danse permet une diminution du stress et un bien-être mental.  
Un cours de LIA se décline en plusieurs chorégraphies rythmées par de la musique. La spécificité de cette discipline est d'avoir toujours un pied au sol, les sauts et les acrobaties ne sont pas de mises dans le LIA. 
La séance se déroule en plusieurs étapes. Pour commencer, le coach procède à un échauffement  avec des étirements en allant vers des mouvements de plus en plus cardio afin de préparer son corps. Ensuite, le cours de LIA consiste à apprendre et reproduire une chorégraphie inventée par le coach. Cette chorégraphie se compose de mouvements de danses (mambo, pas de tchatcha...) combinés à des mouvements de fitness (montée de genoux, pas chassés, le V-step...). Il n'existe pas une seule chorégraphie de LIA, mais il est aisé de retrouver d'une chorégraphie à l'autre, les mêmes mouvements qui forment les bases du LIA. 
Enfin, le LIA est une discipline sportive qui peut correspondre à un large public, hommes et femmes de tous âges qui aiment se dépenser tout en s'amusant. 

## Objectifs du LIA
Le LIA a pour objectif de pratiquer une activité physique tout en s'amusant. Il permet de muscler le corps dans son ensemble sans le traumatiser. Les différentes raisons de pratiquer le LIA sont :
- de s'amuser
- de faire du sport
- de danser

Le LIA permet donc au corps de brûler des calories mais également de bouger son corps au travers de chorégraphies dansées. Le LIA est une bonne alternative pour les sportifs qui souhaitent travailler leur cardio ainsi que leur coordination tout en musclant leur corps de façon harmonieuse.  A la fin d'un cours de LIA, les bienfaits sur le corps sont nombreux:
- amélioration de sa capacité cardio-vasculaire
- amélioration de sa coordination
- diminution du stress
- renforcement de ses abdominaux
- renforcement de ses fessiers
- renforcement de ses jambes